# 倉田文作
倉田 文作（くらた ぶんさく、1918年4月17日 - 1983年1月23日）は、日本の仏像学者。

## 人物・来歴
千葉県安房郡生まれ。父は画家・倉田重吉。長野県立上田中学校を経て1940年青山学院文学部英文科卒業、1942年早稲田大学文学部文学科卒業、1944年東洋美術国際研究会嘱託。
1945年文部省社会教育局嘱託、1947年国立博物館に入り、調査課嘱託を経て、1948年文部技官、1950年文化財保護委員会事務局美術工芸課彫刻部勤務。1959年彫刻部主査、1964年文化財調査官、1966年事務局美術工芸課長、1969年東京国立博物館学芸部長に転じる。1972年文化庁文化財保護部文化財鑑査官、1975年奈良国立博物館長に就任、1981年博物館振興の功績により文部大臣より表彰を受け、1983年従四位に叙せられ勲二等瑞宝章を受章した。

## 著書
- 『仏像のみかた 技法と表現』第一法規出版, 1965
- 『仏像の像内と納入品併せて木彫像の構造論』(やさしい美術の話 箱根美術館, 1965.7
- 『原色日本の美術 第5巻 密教寺院と貞観彫刻』小学館, 1967
- 『日本の美術 7 (ブック・オブ・ブックス) 貞観彫刻』小学館, 1971

### 共編著
- 『平等院』飛鳥園写真部 写真撮影, 倉田文作 解説, 小川光三編. 飛鳥園, 1956.4
- 『仏像の美見かた考えかた』田辺三郎助共著, 小川光三 撮影. 社会思想社, 1966
- 『奈良の寺 16 法華堂と戒壇院の塑像 東大寺』入江泰吉写真、岩波書店, 1973